# Liste der Kulturdenkmale in Hohenmölsen
In der Liste der Kulturdenkmale in Hohenmölsen sind alle Kulturdenkmale der Gemeinde Hohenmölsen und ihrer Ortsteile aufgelistet. Grundlage ist das Denkmalverzeichnis des Landes Sachsen-Anhalt, das auf Basis des Denkmalschutzgesetzes des Landes Sachsen-Anhalt vom 21. Oktober 1991 durch das Landesamt für Denkmalpflege und Archäologie Sachsen-Anhalt erstellt und seither laufend ergänzt wurde (Stand: 31. Dezember 2024).

## Kulturdenkmale nach Ortsteilen

### Aupitz
| Lage                        | Bezeichnung    | Beschreibung | Erfassungs- nummer | Ausweisungsart | Bild           |
| --------------------------- | -------------- | ------------ | ------------------ | -------------- | -------------- |
| Neue Straße 3 (Karte)       | Wohnhaus       |              | 094 86964          | Baudenkmal     | BW             |
| Neue Straße 10 (Karte)      | Bauernhof      |              | 094 86970          | Baudenkmal     | BW             |
| Neue Straße 12 (Karte)      | Bauernhof      |              | 094 86969          | Baudenkmal     | Bauernhof      |
| Neue Straße 19 (Karte)      | Wohnhaus       |              | 094 86966          | Baudenkmal     | Wohnhaus       |
| Neue Straße 20 (Karte)      | Bauernhof      |              | 094 86968          | Baudenkmal     | Bauernhof      |
| Neue Straße 27 (Karte)      | Wohnhaus       |              | 094 86967          | Baudenkmal     | BW             |
| Weißenfelser Straße (Karte) | Kriegerdenkmal |              | 094 86971          | Baudenkmal     | Kriegerdenkmal |

### Granschütz
| Lage                                           | Bezeichnung    | Beschreibung | Erfassungs- nummer | Ausweisungsart | Bild           |
| ---------------------------------------------- | -------------- | ------------ | ------------------ | -------------- | -------------- |
| Bahnhofstraße am südöstlichen Ortsrand (Karte) | Kirche         |              | 094 85094          | Baudenkmal     | Weitere Bilder |
| Bahnhofstraße 3 (Karte)                        | Pfarrhaus      |              | 094 85095          | Baudenkmal     | Pfarrhaus      |
| Weißenfelser Straße (Karte)                    | Kriegerdenkmal |              | 094 85093          | Baudenkmal     | Kriegerdenkmal |

### Hohenmölsen
| Lage                                                                               | Bezeichnung             | Beschreibung                                    | Erfassungs- nummer | Ausweisungsart | Bild                    |
| ---------------------------------------------------------------------------------- | ----------------------- | ----------------------------------------------- | ------------------ | -------------- | ----------------------- |
| Altmarkt auf dem Areal nordwestlich der Kirche (Karte)                             | Kriegerdenkmal          |                                                 | 094 86922          | Baudenkmal     | Kriegerdenkmal          |
| Altmarkt auf dem westlichen Platzareal in einer Grünanlage (Karte)                 | Kriegerdenkmal          |                                                 | 094 86923          | Baudenkmal     | Kriegerdenkmal          |
| Altmarkt 1 nördlich der Platzfläche (Karte)                                        | St.-Petri-Kirche        | 1592 bis 1594 errichtete Stadtpfarrkirche       | 094 86924          | Baudenkmal     | Weitere Bilder          |
| Altmarkt 3 (Karte)                                                                 | Wohnhaus                |                                                 | 094 86916          | Baudenkmal     | Wohnhaus                |
| Altmarkt 5 (Karte)                                                                 | Wohnhaus                |                                                 | 094 86917          | Baudenkmal     | Wohnhaus                |
| Altmarkt 7 (Karte)                                                                 | Wohnhaus                |                                                 | 094 86920          | Baudenkmal     | Wohnhaus                |
| Altmarkt 13 (Karte)                                                                | Architekturdetail       |                                                 | 094 66187          | Baudenkmal     | BW                      |
| August-Bebel-Straße 4 (Karte)                                                      | Wohnhaus                |                                                 | 094 87054          | Baudenkmal     | BW                      |
| August-Bebel-Straße 23 (Karte)                                                     | Wohnhaus                |                                                 | 094 87055          | Baudenkmal     | BW                      |
| August-Bebel-Straße 28 (Karte)                                                     | Wohnhaus                |                                                 | 094 87056          | Baudenkmal     | BW                      |
| August-Bebel-Straße 34 (Karte)                                                     | Wohnhaus                |                                                 | 094 87057          | Baudenkmal     | BW                      |
| August-Bebel-Straße 35 (Karte)                                                     | Wohnhaus                |                                                 | 094 87058          | Baudenkmal     | BW                      |
| Clara-Zetkin-Straße 29 (Karte)                                                     | Schule                  |                                                 | 094 87059          | Baudenkmal     | BW                      |
| Ernst-Thälmann-Straße 3 (Karte)                                                    | Villa                   |                                                 | 094 87061          | Baudenkmal     | BW                      |
| Friedensstraße 31 (Karte)                                                          | Villa                   |                                                 | 094 87052          | Baudenkmal     | BW                      |
| Goethestraße 1 Ecke Friedensstraße (Karte)                                         | Gasthaus                | Preußischer Hof                                 | 094 87064          | Baudenkmal     | BW                      |
| Herrenstraße 11 (Karte)                                                            | Wohnhaus                |                                                 | 094 87065          | Baudenkmal     | Wohnhaus                |
| Herrenstraße 12 (Karte)                                                            | Wohnhaus                |                                                 | 094 87066          | Baudenkmal     | Wohnhaus                |
| Lindenstraße 2, 4, Oststraße 34, 35, 36 (Karte)                                    | Wohnhaus                |                                                 | 094 87051          | Baudenkmal     | Wohnhaus                |
| Lindenstraße 25 (Karte)                                                            | Villa                   |                                                 | 094 87067          | Baudenkmal     | BW                      |
| Markt 3 (Karte)                                                                    | Wohn- und Geschäftshaus |                                                 | 094 87069          | Baudenkmal     | BW                      |
| Markt 1, 2 (Karte)                                                                 | Rathaus Hohenmölsen     | Rathaus aus dem Jahr 1828/29 im Stil des Barock | 094 87048          | Baudenkmal     | Weitere Bilder          |
| Markt 1, 3, 4, 5, 6, 8, 8a, 9, 10, 11, 12, 13, 14 (Karte)                          | Platz                   |                                                 | 094 87047          | Denkmalbereich | Weitere Bilder          |
| Markt 11 (Karte)                                                                   | Wohn- und Geschäftshaus |                                                 | 094 87049          | Baudenkmal     | Wohn- und Geschäftshaus |
| Markt 12 (Karte)                                                                   | Gasthaus                | Gelber Löwe                                     | 094 87114          | Baudenkmal     | Gasthaus                |
| Oststraße 2 (Karte)                                                                | Wohnhaus                |                                                 | 094 87070          | Baudenkmal     | BW                      |
| Oststraße 3 (Karte)                                                                | Wohnhaus                |                                                 | 094 87071          | Baudenkmal     | BW                      |
| Pirkauer Straße 1 ehem. Jaucha (Karte)                                             | Bauernhof               |                                                 | 094 87074          | Baudenkmal     | BW                      |
| Rathausgasse 2 (Karte)                                                             | Polizeihaus             |                                                 | 094 87072          | Baudenkmal     | Polizeihaus             |
| Thomas-Müntzer-Straße 19 ehem. Jaucha (Karte)                                      | Toranlage               |                                                 | 094 87075          | Baudenkmal     | BW                      |
| Thomas-Müntzer-Straße 23 ehem. Jaucha (Karte)                                      | Kirche                  | ehem. St. Martin                                | 094 87082          | Baudenkmal     | Kirche                  |
| Thomas-Müntzer-Straße 50 ehem. Jaucha (Karte)                                      | Bauernhaus              |                                                 | 094 87079          | Baudenkmal     | BW                      |
| Thomas-Müntzer-Straße 51 ehem. Jaucha (Karte)                                      | Bauernhof               |                                                 | 094 87080          | Baudenkmal     | BW                      |
| Zehntfeld Obergewende westlich an der ehem. Bahnstrecke Hohenmölsen–Deuben (Karte) | Ziegelei                | Am Bahnhof 6                                    | 094 87053          | Baudenkmal     | BW                      |
| Zeitzer Straße 11 (Karte)                                                          | Wohnhaus                |                                                 | 094 87073          | Baudenkmal     | BW                      |

### Keutschen
| Lage                          | Bezeichnung    | Beschreibung   | Erfassungs- nummer | Ausweisungsart | Bild           |
| ----------------------------- | -------------- | -------------- | ------------------ | -------------- | -------------- |
| Friedhof (Karte)              | Taufstein      |                | 094 87113          | Baudenkmal     | BW             |
| Am Langgarten 2 (Karte)       | Wohnhaus       |                | 094 87111          | Baudenkmal     | BW             |
| Kirchplatz Ortsmitte (Karte)  | Kirche         | St. Georg      | 094 87099          | Baudenkmal     | Weitere Bilder |
| Kirchplatz 3 (Karte)          | Pfarrhof       |                | 094 66157          | Baudenkmal     | BW             |
| Kirchplatz 8 (Karte)          | Bauernhaus     |                | 094 87101          | Baudenkmal     | BW             |
| Kirchplatz 9 (Karte)          | Scheune        | Scheune        | 094 87100          | Baudenkmal     | BW             |
| Ringstraße 25 (Karte)         | Tagelöhnerhaus | Tagelöhnerhaus | 094 87109          | Baudenkmal     | BW             |
| Ringstraße 30 (Karte)         | Bauernhof      |                | 094 87106          | Baudenkmal     | BW             |
| Ringstraße 32 (Karte)         | Bauernhof      |                | 094 87105          | Baudenkmal     | BW             |
| Ringstraße 40 (Karte)         | Wohnhaus       |                | 094 87108          | Baudenkmal     | BW             |
| Ringstraße 47 (Karte)         | Bauernhof      |                | 094 87103          | Baudenkmal     | BW             |
| Ringstraße 57 (Karte)         | Schule         |                | 094 87110          | Baudenkmal     | BW             |
| Wildschützer Straße 2 (Karte) | Bauernhof      |                | 094 87112          | Baudenkmal     | BW             |

### Oberwerschen
| Lage                              | Bezeichnung | Beschreibung | Erfassungs- nummer | Ausweisungsart | Bild    |
| --------------------------------- | ----------- | ------------ | ------------------ | -------------- | ------- |
| Gröbener Straße 4 Bahnhof (Karte) | Wasserturm  |              | 094 97760          | Baudenkmal     | BW      |
| Zur Hoffnung 2 (Karte)            | Gasthof     | Zur Hoffnung | 094 97759          | Baudenkmal     | Gasthof |

### Rössuln
| Lage                                                                     | Bezeichnung        | Beschreibung | Erfassungs- nummer | Ausweisungsart | Bild           |
| ------------------------------------------------------------------------ | ------------------ | ------------ | ------------------ | -------------- | -------------- |
| südöstlich der Kirche (Karte)                                            | Park               |              | 094 87119          | Baudenkmal     | BW             |
| Altköpsen 1 ehem. Köpsen (Karte)                                         | Bauernhof          |              | 094 87128          | Baudenkmal     | Bauernhof      |
| Altköpsen 7 ehem. Köpsen (Karte)                                         | Bauernhof          |              | 094 87129          | Baudenkmal     | BW             |
| Altköpsen 15 ehem. Köpsen (Karte)                                        | Bauernhof          |              | 094 87130          | Baudenkmal     | BW             |
| Altköpsen 17 ehem. Köpsen (Karte)                                        | Bauernhof          |              | 094 87131          | Baudenkmal     | BW             |
| Altköpsen 19 ehem. Köpsen (Karte)                                        | Bauernhof          |              | 094 87132          | Baudenkmal     | BW             |
| Am Anger 8 (Karte)                                                       | Wohnhaus           |              | 094 87126          | Baudenkmal     | BW             |
| An der Kirche (Karte)                                                    | Kirche             |              | 094 87118          | Baudenkmal     | Weitere Bilder |
| An der Kirche östlich der Kirche (Karte)                                 | Kriegerdenkmal     |              | 094 87127          | Baudenkmal     | Kriegerdenkmal |
| An der Kirche 16 (Karte)                                                 | Wirtschaftsgebäude |              | 094 87122          | Baudenkmal     | BW             |
| K 2200 / Ecke Weg nach Webau; gegenüber dem Eingang zum Friedhof (Karte) | Sühnekreuz         |              | 094 66195          | Kleindenkmal   | Sühnekreuz     |
| Mühlberg 2 (Karte)                                                       | Mühle              |              | 094 87125          | Baudenkmal     | BW             |
| Zum Hasen 16 (Karte)                                                     | Gasthof            |              | 094 87124          | Baudenkmal     | BW             |
| Zur Kaserne 4 (Karte)                                                    | Bauernhof          |              | 094 87123          | Baudenkmal     | BW             |

### Taucha
| Lage                                           | Bezeichnung  | Beschreibung | Erfassungs- nummer | Ausweisungsart | Bild           |
| ---------------------------------------------- | ------------ | ------------ | ------------------ | -------------- | -------------- |
| Brunnenstraße 2, 4, 5, Lange Straße 11 (Karte) | Straßenzug   |              | 094 87037          | Denkmalbereich | Straßenzug     |
| Geschwister-Scholl-Platz (Karte)               | Gedenkstätte |              | 094 87041          | Baudenkmal     | Gedenkstätte   |
| Lange Straße 29 (Karte)                        | Wohnhaus     |              | 094 87042          | Baudenkmal     | BW             |
| Zum Bornberg 4 (Karte)                         | Kirche       |              | 094 87045          | Baudenkmal     | Weitere Bilder |
| Zum Bornberg 5 (Karte)                         | Bauernhof    |              | 094 87040          | Baudenkmal     | BW             |
| Zum Bornberg 6 (Karte)                         | Pfarrhaus    |              | 094 87038          | Baudenkmal     | Pfarrhaus      |

### Webau
| Lage | Bezeichnung    | Beschreibung | Erfassungs- nummer | Ausweisungsart | Bild           |
| --- | -------------- | ------------ | ------------------ | -------------- | -------------- |
| Hohenmölsener Straße 1 an der Rippach südlich der Ortslage parallel zur Straße nach Hohenmölsen (Karte) | Geudenmühle    | Mühle        | 094 86688          | Baudenkmal     | BW             |
| Hohenmölsener Straße 12 (Karte)                                                                         | Bauernhof      |              | 094 85256          | Baudenkmal     | BW             |
| Hohenmölsener Straße 31 nördlicher Ortsrand (Karte)                                                     | Kriegerdenkmal |              | 094 85255          | Baudenkmal     | BW             |
| Mittelstraße 2 (Karte)                                                                                  | Kirche         |              | 094 85253          | Baudenkmal     | Weitere Bilder |
| Mittelstraße 9 (Karte)                                                                                  | Bauernhof      |              | 094 85252          | Baudenkmal     | BW             |
| Mittelstraße 11 (Karte)                                                                                 | Bauernhof      |              | 094 85250          | Baudenkmal     | BW             |
| Mittelstraße 17 (Karte)                                                                                 | Bauernhof      |              | 094 85249          | Baudenkmal     | BW             |
| Postplatz 12 (Karte)                                                                                    | Pfarrhof       | Pfarre       | 094 85251          | Baudenkmal     | BW             |

### Werschen
| Lage                                    | Bezeichnung        | Beschreibung     | Erfassungs- nummer | Ausweisungsart | Bild           |
| --------------------------------------- | ------------------ | ---------------- | ------------------ | -------------- | -------------- |
| Dorfplatz des ehem. OT Gosserau (Karte) | Kriegerdenkmal     |                  | 094 66196          | Baudenkmal     | Kriegerdenkmal |
| Gosserau 18 (Karte)                     | Wirtschaftsgebäude |                  | 094 97755          | Baudenkmal     | BW             |
| Hauptstraße Ecke Kirchgasse (Karte)     | Kriegerdenkmal     |                  | 094 66171          | Baudenkmal     | BW             |
| Hauptstraße 30 (Karte)                  | Gasthaus           | Zur grünen Linde | 094 97753          | Baudenkmal     | Gasthaus       |
| Hauptstraße 34 (Karte)                  | Wohnhaus           |                  | 094 97752          | Baudenkmal     | BW             |
| Kirchgasse 2 (Karte)                    | Kirche             |                  | 094 87116          | Baudenkmal     | Weitere Bilder |
| Kirchgasse 7 (Karte)                    | Bauernhof          |                  | 094 97746          | Baudenkmal     | BW             |
| Kirchgasse 8 (Karte)                    | Wirtschaftsgebäude |                  | 094 97750          | Baudenkmal     | BW             |
| Kirchgasse 9 (Karte)                    | Wohnhaus           |                  | 094 97747          | Baudenkmal     | BW             |
| Kirchgasse 10, 12 (Karte)               | Wirtschaftsgebäude |                  | 094 97749          | Baudenkmal     | BW             |
| Kirchgasse 3a (Karte)                   | Wohnhaus           |                  | 094 97745          | Baudenkmal     | BW             |
| Kirchgasse 4, 6 (Karte)                 | Schule             |                  | 094 97751          | Baudenkmal     | BW             |

### Wählitz
| Lage                                                                 | Bezeichnung    | Beschreibung | Erfassungs- nummer | Ausweisungsart | Bild   |
| -------------------------------------------------------------------- | -------------- | ------------ | ------------------ | -------------- | ------ |
| Dorfstraße 1 westlicher Ortsrand (Karte)                             | Kirche         |              | 094 85366          | Baudenkmal     | Kirche |
| Dorfstraße 3 (Karte)                                                 | Pfarrhaus      |              | 094 86689          | Baudenkmal     | BW     |
| Dorfstraße 8 (Karte)                                                 | Wohnhaus       |              | 094 86731          | Baudenkmal     | BW     |
| Webauer Straße 5/6 (Karte)                                           | Wohnhaus       |              | 094 85365          | Baudenkmal     | BW     |
| Wiesenstraße nordöstliche Einmündung der Dorfstraße, am Hang (Karte) | Kriegerdenkmal |              | 094 85364          | Baudenkmal     | BW     |
| Wiesenstraße 1 (Karte)                                               | Schule         |              | 094 86732          | Baudenkmal     | BW     |

### Zembschen
| Lage                                               | Bezeichnung    | Beschreibung | Erfassungs- nummer | Ausweisungsart | Bild      |
| -------------------------------------------------- | -------------- | ------------ | ------------------ | -------------- | --------- |
| Am Wasserturm 1 südlicher Ortsrand (Karte)         | Wasserturm     |              | 094 87092          | Baudenkmal     | BW        |
| Im Winkel 6 (Karte)                                | Bauernhof      |              | 094 87095          | Baudenkmal     | BW        |
| Im Winkel 8 (Karte)                                | Bauernhof      |              | 094 87094          | Baudenkmal     | BW        |
| Im Winkel 3, 5, 6, 8, 10 (Karte)                   | Platz          |              | 094 87093          | Denkmalbereich | BW        |
| Pfarrgasse 1 (Karte)                               | Wohnhaus       |              | 094 87089          | Baudenkmal     | BW        |
| Pfarrgasse 4 (Karte)                               | Bauernhof      |              | 094 87091          | Baudenkmal     | Bauernhof |
| Pfarrgasse 6 (Karte)                               | Bauernhof      |              | 094 87090          | Baudenkmal     | BW        |
| Pfarrgasse 8 (Karte)                               | Kirche         |              | 094 87088          | Baudenkmal     | Kirche    |
| Werschener Straße Ortsausgang Richtung Hohenmölsen | Kriegerdenkmal |              | 094 87117          | Baudenkmal     |           |
| Werschener Straße 21 (Karte)                       | Bauernhof      | Bauernhof    | 094 87096          | Baudenkmal     | BW        |
| Werschener Straße 22 (Karte)                       | Wohnhaus       |              | 094 87097          | Baudenkmal     | BW        |

### Zetzsch
| Lage                       | Bezeichnung | Beschreibung | Erfassungs- nummer | Ausweisungsart | Bild |
| -------------------------- | ----------- | ------------ | ------------------ | -------------- | ---- |
| Brunnenplatz 1 (Karte)     | Wohnhaus    |              | 094 87083          | Baudenkmal     | BW   |
| Lützener Straße 50 (Karte) | Villa       |              | 094 87086          | Baudenkmal     | BW   |
| Nordplatz 2 (Karte)        | Wohnhaus    |              | 094 87084          | Baudenkmal     | BW   |
| Südplatz 4 (Karte)         | Wohnhaus    |              | 094 87087          | Baudenkmal     | BW   |

## Ehemalige Kulturdenkmale nach Ortsteilen
Die nachfolgenden Objekte waren ursprünglich ebenfalls denkmalgeschützt oder wurden in der Literatur als Kulturdenkmale geführt. Die Denkmale bestehen heute jedoch nicht mehr, ihre Unterschutzstellung wurde aufgehoben oder sie werden nicht mehr als Denkmale betrachtet. Mitunter sind Einzelobjekte aber noch immer Bestandteil eines geschützten Denkmalbereichs.

### Aupitz
| Lage           | Bezeichnung | Beschreibung | Erfassungs- nummer | Ausweisungsart | Bild |
| -------------- | ----------- | ------------ | ------------------ | -------------- | ---- |
| Neue Straße 15 | Bauernhof   |              | 094 86965          | Baudenkmal     |      |

### Hohenmölsen
| Lage                                            | Bezeichnung | Beschreibung | Erfassungs- nummer | Ausweisungsart | Bild |
| ----------------------------------------------- | ----------- | --- | ------------------ | -------------- | ---- |
| Clara-Zetkin-Straße 29a (Karte)                 | Portal      | | 094 87060          | Baudenkmal     | BW   |
| Friedensstraße 39 (Karte)                       | Toranlage   | | 094 87063          | Baudenkmal     | BW   |
| Friedensstraße 8, 9 (Karte)                     | Fabrik      | | 094 87062          | Baudenkmal     | BW   |
| Rathausgasse 2 (Karte)                          | Wohnhaus    | | 094 87050          | Baudenkmal     | BW   |
| Thomas-Müntzer-Straße 40 ehemals Jaucha (Karte) | Bauernhof   | Vierseitenhof aus der Zeit um 1800, nach genehmigtem Abbruch aus dem Denkmalverzeichnis im Jahr 2017 ausgetragen | 094 87077          | Baudenkmal     | BW   |
| Thomas-Müntzer-Straße 47 ehemals Jaucha (Karte) | Bauernhof   | | 094 87078          | Baudenkmal     | BW   |
| Thomas-Müntzer-Straße 52 ehemals Jaucha (Karte) | Bauernhof   | | 094 87081          | Baudenkmal     | BW   |

### Keutschen
| Lage                 | Bezeichnung  | Beschreibung | Erfassungs- nummer | Ausweisungsart | Bild |
| -------------------- | ------------ | --- | ------------------ | -------------- | ---- |
| Kirchplatz 31        | Bauernhof    | Bauernhof | 094 87102          | Baudenkmal     |      |
| Ringstraße 6 (Karte) | Bauernhof    | Bauernhof Die Denkmaleigenschaft ging durch Verfall verloren. 2024 erfolgte die Streichung aus dem Denkmalverzeichnis. | 094 87107          | Baudenkmal     | BW   |
| Ringstraße 30, 32    | Häusergruppe | Häusergruppe | 094 87104          | Denkmalbereich |      |

### Oberwerschen
| Lage | Bezeichnung | Beschreibung | Erfassungs- nummer | Ausweisungsart | Bild |
| ---- | ----------- | ------------ | ------------------ | -------------- | ---- |
| 11   | Wohnhaus    |              | 094 97758          | Baudenkmal     |      |

### Rössuln
| Lage                     | Bezeichnung  | Beschreibung | Erfassungs- nummer | Ausweisungsart | Bild |
| ------------------------ | ------------ | ------------ | ------------------ | -------------- | ---- |
| An der Kirche 16, 18, 20 | Häusergruppe |              | 094 87120          | Denkmalbereich |      |
| An der Kirche 18         | Wohnhaus     |              | 094 87121          | Baudenkmal     |      |

### Taucha
| Lage                             | Bezeichnung | Beschreibung | Erfassungs- nummer | Ausweisungsart | Bild  |
| -------------------------------- | ----------- | ------------ | ------------------ | -------------- | ----- |
| am westlichen Rand des Kirchhofs | Feierhalle  |              | 094 87044          | Baudenkmal     |       |
| Friedensstraße 4                 | Gasthaus    | Geleitshaus  | 094 87039          | Baudenkmal     |       |
| Lange Straße 43a, b (Karte)      | Mühle       |              | 094 87043          | Baudenkmal     | Mühle |

### Webau
| Lage                                                  | Bezeichnung     | Beschreibung | Erfassungs- nummer | Ausweisungsart | Bild |
| ----------------------------------------------------- | --------------- | --- | ------------------ | -------------- | ---- |
| südlich der Hofanlagen zwischen Mittelstraße 9 und 17 | Garten          | Im Jahr 2018 wurde der Garten nach einer ungenehmigten Zerstörung aus dem Denkmalverzeichnis ausgetragen.                                                              | 094 85257          | Denkmalbereich |      |
| Dorfstraße 42                                         | Bauernhof       | | 094 87115          | Baudenkmal     |      |
| Gnäditz 18 (Karte)                                    | Gasthof Gnäditz | Gasthof Im Jahr 2021 unter Angabe der Kategorie Verfall, Abbruch aus bauordnungsrechtlichen Gründen, ungenehmigte Veränderungen aus dem Denkmalverzeichnis gestrichen. | 094 85248          | Baudenkmal     | BW   |
| Hohenmölsener Straße 17, 19, 21                       | Gutshof         | | 094 85254          | Baudenkmal     |      |

### Werschen
| Lage                  | Bezeichnung | Beschreibung                                                                                  | Erfassungs- nummer | Ausweisungsart | Bild |
| --------------------- | ----------- | --------------------------------------------------------------------------------------------- | ------------------ | -------------- | ---- |
| Hauptstraße 7         | Bauernhof   | Bauernhof                                                                                     | 094 97754          | Baudenkmal     |      |
| Kirchgasse 16 (Karte) | Bauernhof   | Bauernhof 2022 nach Überprüfung der Denkmaleigenschaft aus dem Denkmalverzeichnis gestrichen. | 094 97748          | Baudenkmal     | BW   |

### Zembschen
| Lage                                       | Bezeichnung | Beschreibung | Erfassungs- nummer | Ausweisungsart | Bild |
| ------------------------------------------ | ----------- | --- | ------------------ | -------------- | ---- |
| Dorfstraße auf dem Platz vor Dorfstraße 56 | Gedenkstein | Gedenkstein | 094 87133          | Kleindenkmal   |      |
| Werschener Straße 6 (Karte)                | Gasthaus    | Gasthaus 2023 wurde bei vertiefter Erfassung keine Denkmaleigenschaft festgestellt und das Gasthaus daher aus dem Denkmalverzeichnis gestrichen. | 094 87098          | Baudenkmal     | BW   |

### Zetzsch
| Lage                          | Bezeichnung        | Beschreibung                                                                       | Erfassungs- nummer | Ausweisungsart | Bild |
| ----------------------------- | ------------------ | ---------------------------------------------------------------------------------- | ------------------ | -------------- | ---- |
| Lützener Straße 9, 11 (Karte) | Gasthof Grünes Tal | Nach einem genehmigten Abbruch im Jahr 2018 aus dem Denkmalverzeichnis ausgetragen | 094 87085          | Baudenkmal     | BW   |

## Legende
In den Spalten befinden sich folgende Informationen:
- Lage: Nennt den Straßennamen und wenn vorhanden die Hausnummer des Kulturdenkmals. Die Grundsortierung der Liste erfolgt nach dieser Adresse. Der Link „Karte“ führt zu verschiedenen Kartendarstellungen und nennt die geographischen Koordinaten.
Link zu einem Kartenansichtstool, um Koordinaten zu setzen. In der Kartenansicht sind Baudenkmale ohne Koordinaten mit einem roten bzw. orangen Marker dargestellt und können in der Karte gesetzt werden. Baudenkmale ohne Bild sind mit einem blauen bzw. roten Marker gekennzeichnet, Baudenkmale mit Bild mit einem grünen bzw. orangen Marker.
- Offizielle Bezeichnung: Nennt den Namen, die Bezeichnung oder zumindest die Art des Kulturdenkmals und verlinkt, soweit vorhanden, auf den Artikel zum Objekt.
- Beschreibung: Nennt bauliche und geschichtliche Einzelheiten des Kulturdenkmals, vorzugsweise die Denkmaleigenschaften.
- Erfassungsnummer: Für jedes Kulturdenkmal wird in Sachsen-Anhalt eine 20stellige Erfassungsnummer vergeben. Die letzten zwölf Ziffern werden für die Untergliederung nach Teilobjekten genutzt und werden nur angegeben, soweit vergeben. In dieser Spalte kann sich folgendes Icon  befinden, dies führt zu Angaben zu diesem Baudenkmal bei Wikidata.
- Ausweisungsart: Die Einordnung des Denkmales nach § 2 Abs. 2 DenkmSchG LSA
- Bild: Ein Bild des Denkmales, und gegebenenfalls einen Link zu weiteren Fotos des Kulturdenkmals im Medienarchiv Wikimedia Commons. Wenn man auf das Kamerasymbol klickt, können Fotos zu Kulturdenkmalen aus dieser Liste hochgeladen werden: